# Władysław Chałupka
Władysław Chałupka – polski genetyk i fizjolog roślin, profesor dr. hab. Pracownik Instytutu Dendrologii PAN w Kórniku. Członek Komitetu Nauk Leśnych Polskiej Akademii Nauk. Członek Rady Naukowej Instytutu Dendrologii PAN.

## Życiorys
Jest absolwentem Wyższej Szkoły Rolniczej w Poznaniu (1969). W roku 1994 uzyskał stopień doktora habilitowanego nauk leśnych w zakresie ogrodnictwa, specjalność: ogrodnictwo. Prof. Chałupka był kierownikiem Pracowni Genetyki Populacyjnej Instytutu Dendrologii PAN w Kórniku. Jest członkiem Rady Naukowej Instytutu Dendrologii PAN (w latach 2007–2010 był jej wiceprzewodniczącym), a także członkiem zarządu Polskiego Towarzystwa Leśnego (Oddział Wielkopolski).
Prof. Chałupka specjalizuje się w fizjologii i genetyce drzew. Jest autorem licznych publikacji naukowych.